# Osteuropa
Osteuropa — ежемесячный междисциплинарный журнал исследований политики, экономики, общества, культуры, истории стран Восточной, Центральной Восточной и Юго-Восточной Европы.
Выходит в Берлине, выпускается Берлинским научным издательством. Был основан в 1925 году немецким учёным и политиком Отто Хётшем. В 1939—1951 годах не выходил. Издание возобновили в 1951 году, его возглавил журналист Клаус Менерт.
Коллективным издателем журнала выступает Германское общество по изучению Восточной Европы. С 2002 года редакцию возглавляет историк и социолог Манфред Заппер.
Многие материалы каждого номера относятся к России, специальные выпуски были посвящены Шаламову, Шостаковичу, Моисею Вайнбергу и др. Их авторы — как немецкие, так и российские учёные и журналисты, а также специалисты из других стран. Журнал активно сотрудничает с российскими авторами и научными организациями, с журналами и издательствами России («Неприкосновенный запас», «Отечественные записки», РОССПЭН, Весь мир и др.).